# 長崎市立外海中学校
長崎市立外海中学校（ながさきしりつ そとめちゅうがっこう、Nagasaki City Sotome Junior High School）は、長崎県長崎市西出津町にある公立中学校。
2019年（平成31年）4月に長崎市立黒崎中学校が、旧・長崎市立出津小学校跡地に建設された新校舎に移転し「長崎市立外海中学校」に改称した。

## 概要
校訓
「自主・協調・創造」
校章
羽ばたく翼の絵と「中」の文字を組み合わせたものを背景にして、中央に「外海」（縦書き）の文字を置いている。
校歌
タイトルは「光る外海のうみ」。作詞は上奥まいこ、作曲は伊藤心太郎による。歌詞は4番まであり、最後に校名の「外海中学校」が登場する。
校区
小学校区は長崎市立外海黒崎小学校、長崎市立神浦小学校。
旧・黒崎中学校
歴史
1947年（昭和22年）の学制改革（六・三制の実施）により、新制中学校として開校した。2012年（平成24年）に創立65周年を迎えた。
校訓
「自主・協調・努力」
校章
「く」の文字を6つ波の形に並べて校名の「黒」（くろ）を表し、中央に「中」の文字を置いている。
校歌
作詞は田中熊六（初代校長）、作曲は長沼藤一による。歌詞は3番まであり、校名は登場しない。

## 沿革
- 1947年（昭和22年）4月1日 - 学制改革（六・三制の実施）が行われる。
  - 旧・黒崎国民学校の初等科が改組され、黒崎村立黒崎小学校[2]が発足。
  - 旧・黒崎国民学校の高等科が改組され、「黒崎村立黒崎中学校」（新制中学校）が発足。当初、黒崎小学校に併設され、東校舎を借用。 初代校長に田中熊六が就任。
- 1948年（昭和23年）7月19日 - 西校舎1棟（3教室）が完成。
- 1950年（昭和25年）1月 - 北校舎・東校舎2棟の校舎が完成し、移転を完了。小学校との併設を解消。
- 1952年（昭和27年）5月 - 製茶舎が完成。
- 1953年（昭和28年）10月15日 - 学校実習地（畑9畝9歩）を購入。
- 1955年（昭和30年）2月11日 - 神浦村と黒崎村が合併し、外海村が発足したことにより、「外海村立黒崎中学校」と改称。
- 1959年（昭和34年）5月3日 - 町制施行により外海町が発足し、「外海町立黒崎中学校」と改称。
- 1962年（昭和37年）12月 - 創立15周年を記念し、校旗を制定。
- 1964年（昭和39年）9月10日 - 給食設備が完成し、ミルク給食を開始。
- 1965年（昭和40年）4月5日 - 東正門が完成。
- 1967年（昭和42年）4月1日 - 特殊学級を設置。
- 1970年（昭和45年）3月15日 - 体育館が完成。
- 1971年（昭和46年）4月5日 - 鉄筋コンクリート造3階ての新校舎が完成。
- 1972年（昭和47年）
  - 1月10日 - 完全給食を開始。
  - 11月7日 - 長崎県中学校駅伝大会において優勝。
- 1973年（昭和48年）11月15日 - 新校舎（現校舎）へ移転を完了。
- 1976年（昭和51年）2月15日 - 中庭造園が完了。
- 1991年（平成3年）
  - 3月 - 女子バレーボール部が長崎県代表として九州大会に出場。
  - 4月 - コンピュータを導入。
  - 8月 - 女子バレーボール部、全国大会出場ベスト8に入る。
- 1992年（平成4年）3月 - 校旗を新調。校訓碑を建立。体育館前に国旗掲揚台を新設。
- 1999年（平成11年）3月25日 - 心の教室（カウンセリング室・保健室）が完成。

- 2005年（平成17年）

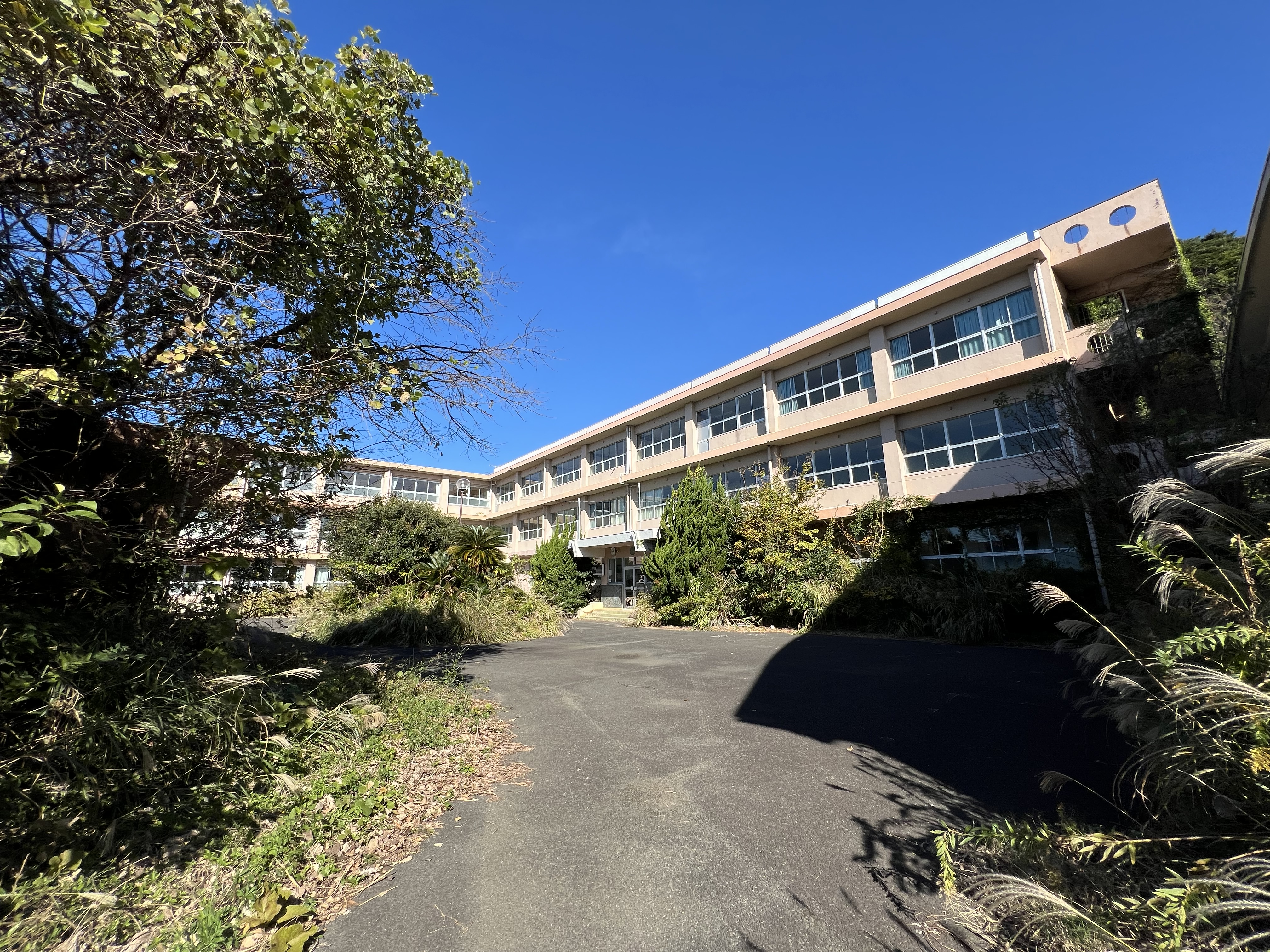
旧・黒崎中学校跡

  - 1月4日 - 外海町が長崎市に編入され、「長崎市立黒崎中学校」（現校名）に改称。
  - 6月17日 - 旧防空壕入口にフェンスを設置。
- 2009年（平成21年）3月27日 - 1階男子トイレと生徒玄関等のバリアフリー工事を完了。
- 2010年（平成22年）3月5日 - 体育館の耐震工事を完了。
- 2011年（平成23年）9月30日 - 公共下水道への切替工事を完了。
- 2015年（平成27年）4月1日 - 長崎市立神浦中学校を統合。
- 2019年（平成31年）3月31日 - 閉校[3]。
  - 移転前の校地 - 〒851-2327 長崎県長崎市東出津町340番地（北緯32度50分19.1秒 東経129度42分24.0秒 / 北緯32.838639度 東経129.706667度）

外海中学校
- 2019年（平成31年）4月1日 - 「長崎市立外海中学校」に改称[3]。
  - 長崎市外海地区の中学校数は1校で変わらないが、黒崎中学校が閉校し、外海中学校が新設されるという扱い。
  - 旧・出津小跡地に建設されている新校舎に移転。校章・校歌が新しく制定される。

## 交通アクセス
最寄りのバス停
- 長崎自動車（長崎バス）・さいかい交通 「出津」バス停
- 長崎市コミュニティバス#外海線（長崎バスが運行）「外海中学校前（旧・出津小学校前）」

最寄りの国道・県道
- 国道202号線

旧・黒崎中学校
最寄りのバス停
- 長崎自動車（長崎バス）・さいかい交通 「黒崎事務所前」バス停

最寄りの国道・県道
- 国道202号

## 周辺
- カトリック出津教会
- 出津愛児園
- 長崎市外海子ども博物館
- 長崎市外海歴史民俗資料館
- ド・ロ神父博物館
- 西出津簡易郵便局
- カリタス外海診療所
- 聖ヨゼフ修道院

旧・黒崎中学校
- 長崎市役所外海行政センター黒崎事務所
- 道の駅夕陽が丘そとめ
- 遠藤周作文学館

## 関連事項
- 長崎県中学校一覧